# Бискупец
Бискупец (пол. Biskupiec, нем. Bischofsburg)  —  город  в Польше, входит в Варминьско-Мазурское воеводство,  Ольштынский повят.  Занимает площадь 5 км². Население — 10 539 человек (на 2018 год).

## История
Статус города получил 17 октября 1395 года.
В городе родились польский востоковед Игнатий Петрашевский и олимпийский чемпион Ганс Вёльке.
В 2020 году клад серебряных монет, отчеканенных в Каролингской империи около 1200 лет назад, был найден недалеко от Бискупца. 117 монет были отчеканены во время правления каролингского императора Людовика Благочестивого, правившего с 814 по 840 год нашей эры, одна монета была отчеканена во время царствования его сына Карла Лысого, правившего с 840 по 877 год.

## Памятники
В реестр охраняемых памятников Варминьско-Мазурского воеводства занесены:
- Городская застройка 1395—XIX в.
- Костёл Иоанна Крестителя XVI—XIX вв.
- Ограда костёла с воротами
- Плебания середины XIX в.
- Новая плебания 1910 г.
- Лютеранская церковь 1842—46 гг.
- Придорожные часовни по ул. Независимости и ул. Словацкого
- Лютеранско-аугсбургское кладбище
- Ратуша 1895 г.
- Староство 1908 г.
- Дом по ул. Богуславского, 2
- Дома середины XIX — начала XX в. по ул. Болеслава Храброго, 8, 10, 17, 21
- Дом конца XIX в. по ул. Вокзальной, 2
- Дома по ул. Флорианской, 2, 6, 8, 10, 12, 14, 16
- Дом начала XX в. по ул. Крыничной, 11
- Дом по ул.1 Мая, 21
- Дома по ул. Мазурское предместье, 2, 4, 8/10
- Дома по ул. Мицкевича, 12, 35
- Дом по ул. Монюшки, 8
- Дома по ул. Независимости, 3, 4, 9, 11, 13
- Дома по ул. Пионеров, 1, 2, 4, 10, 12, 14, 16, 18, 22, 24/26
- Дом по ул. Прыжок, 1
- Дом по ул. Словацкого, 2
- Дома по ул. Сирены, 16, 24, 26, 28
- Дом конца XIX в. по ул. Больничной, 7
- Дома по ул. Варшавской, 3, 5, 12, 17
- Дом начала XX в. по ул. Войска Польского, 3
- Дома по ул. Свободы, 6, 8
- Пивоварня 1882, XX
- Водонапорная башня

## Галерея

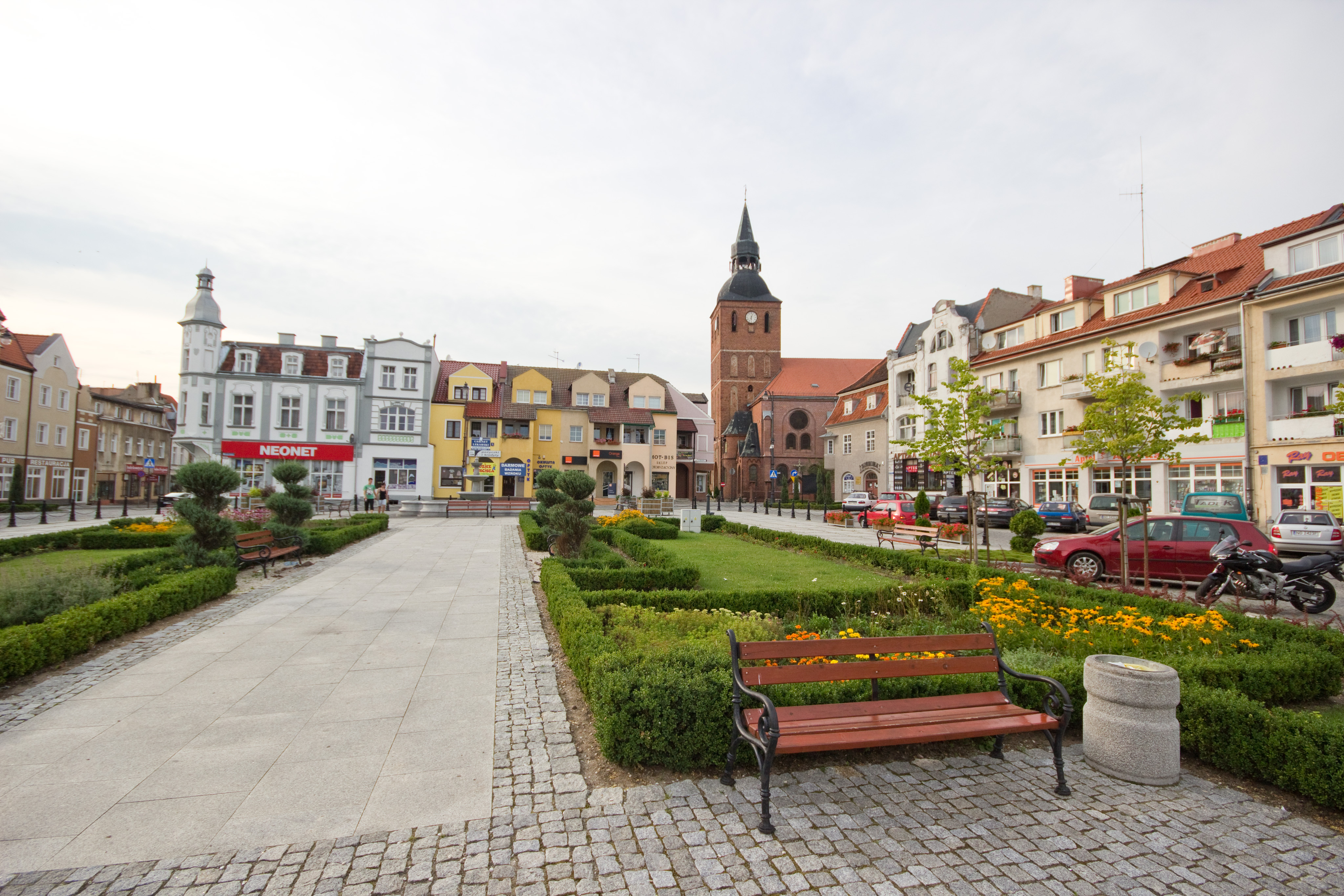
Stadtzentrum mit Marktplatz
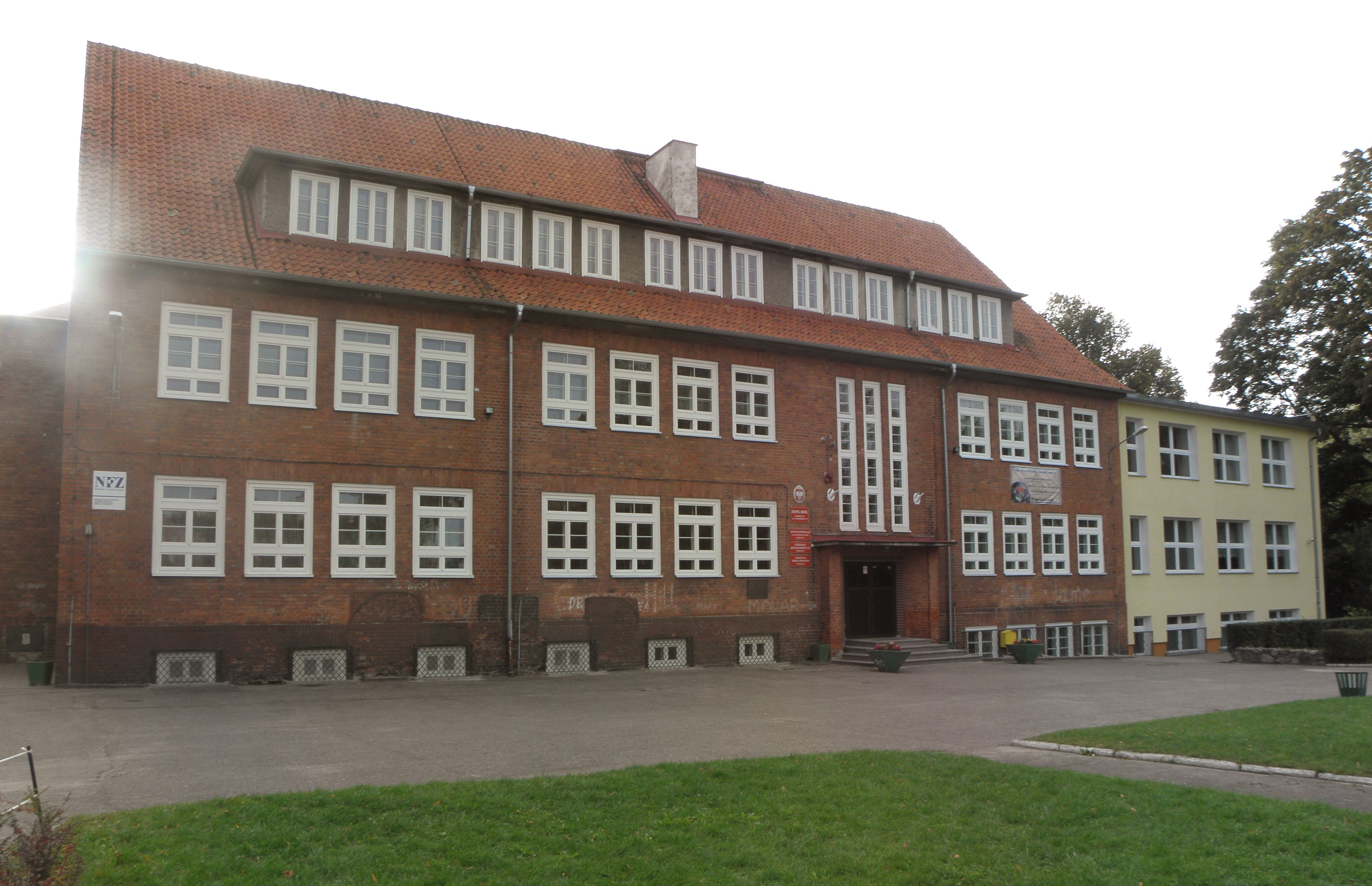
Schulgebäude
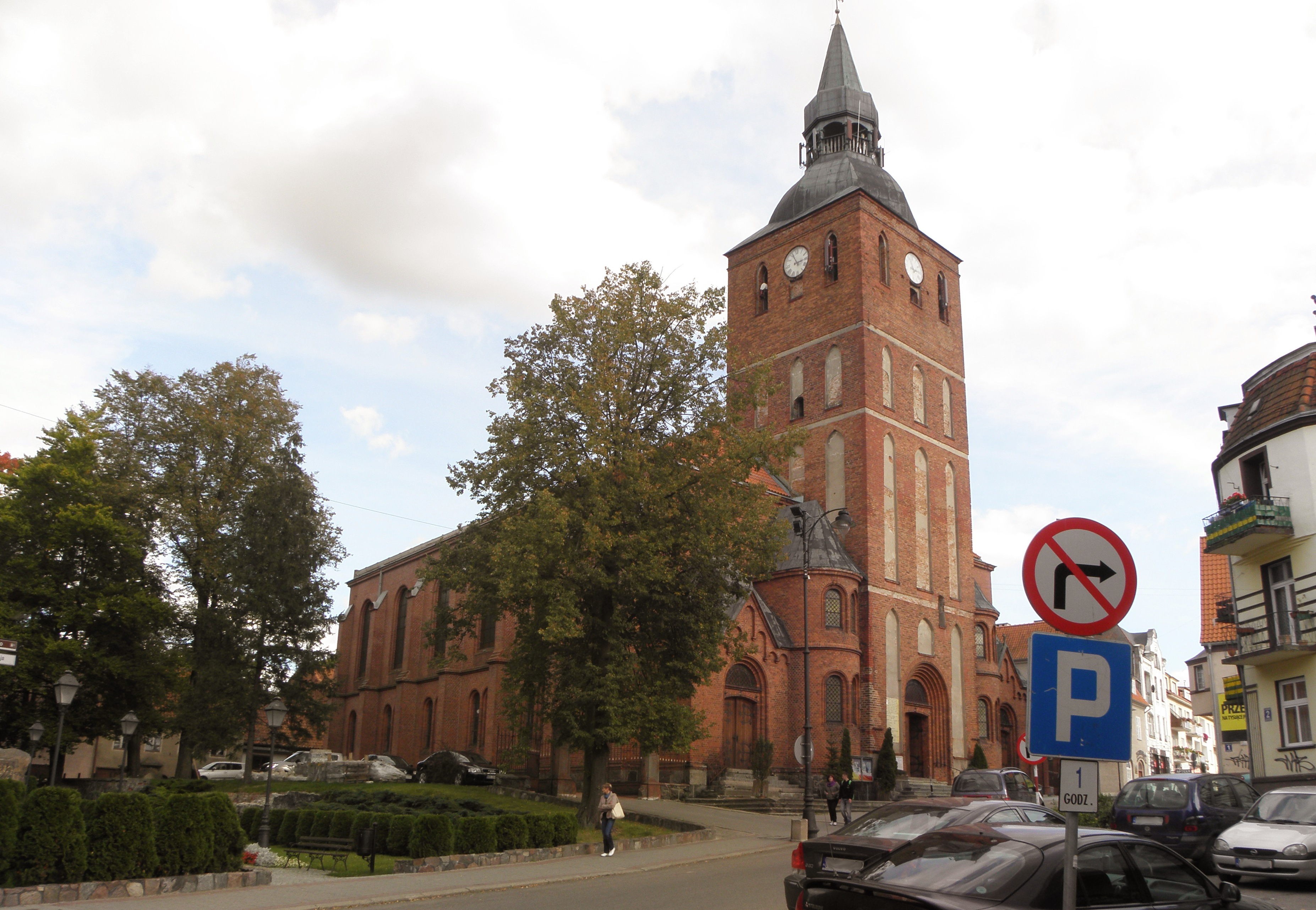
Костёл Иоанна Крестителя
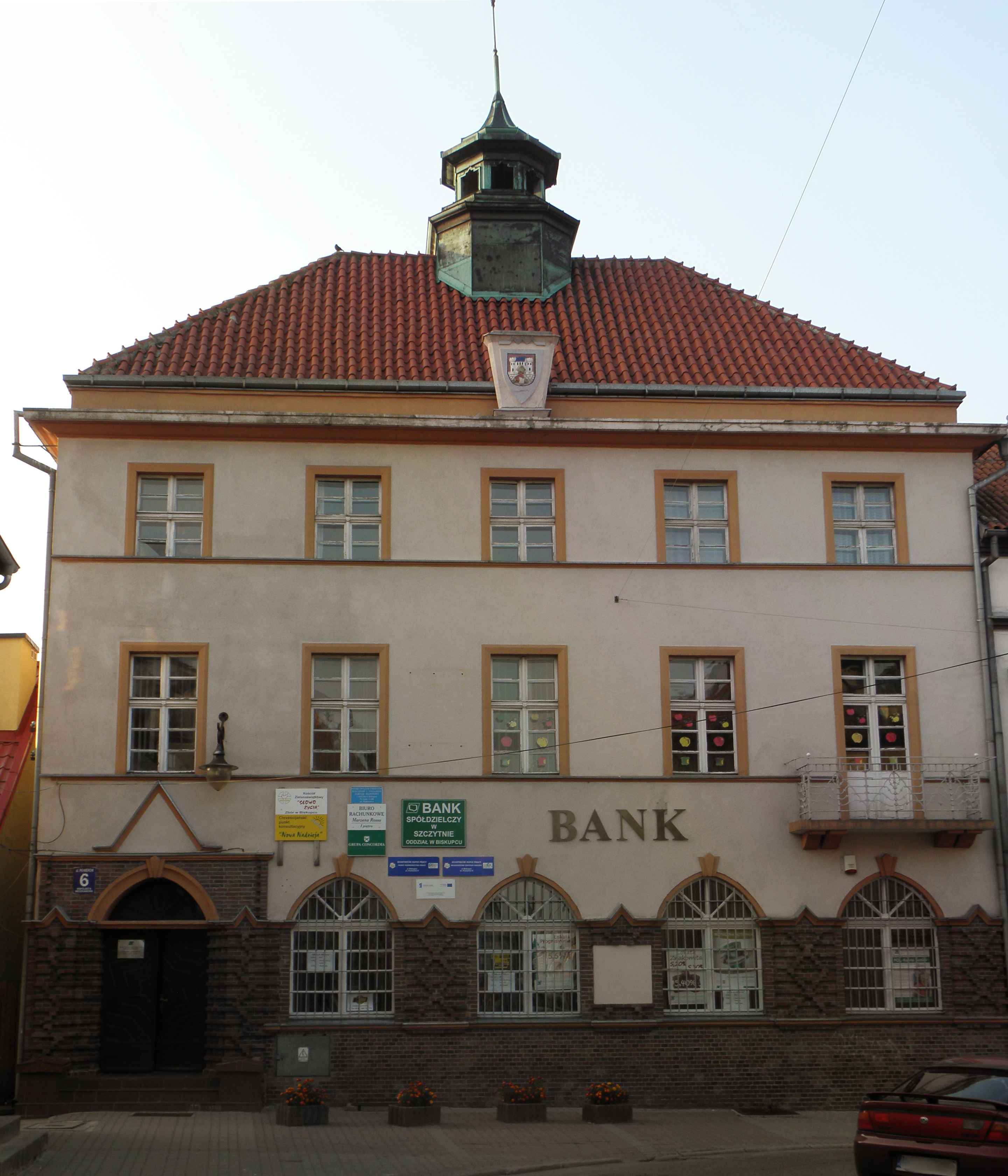
Ратуша
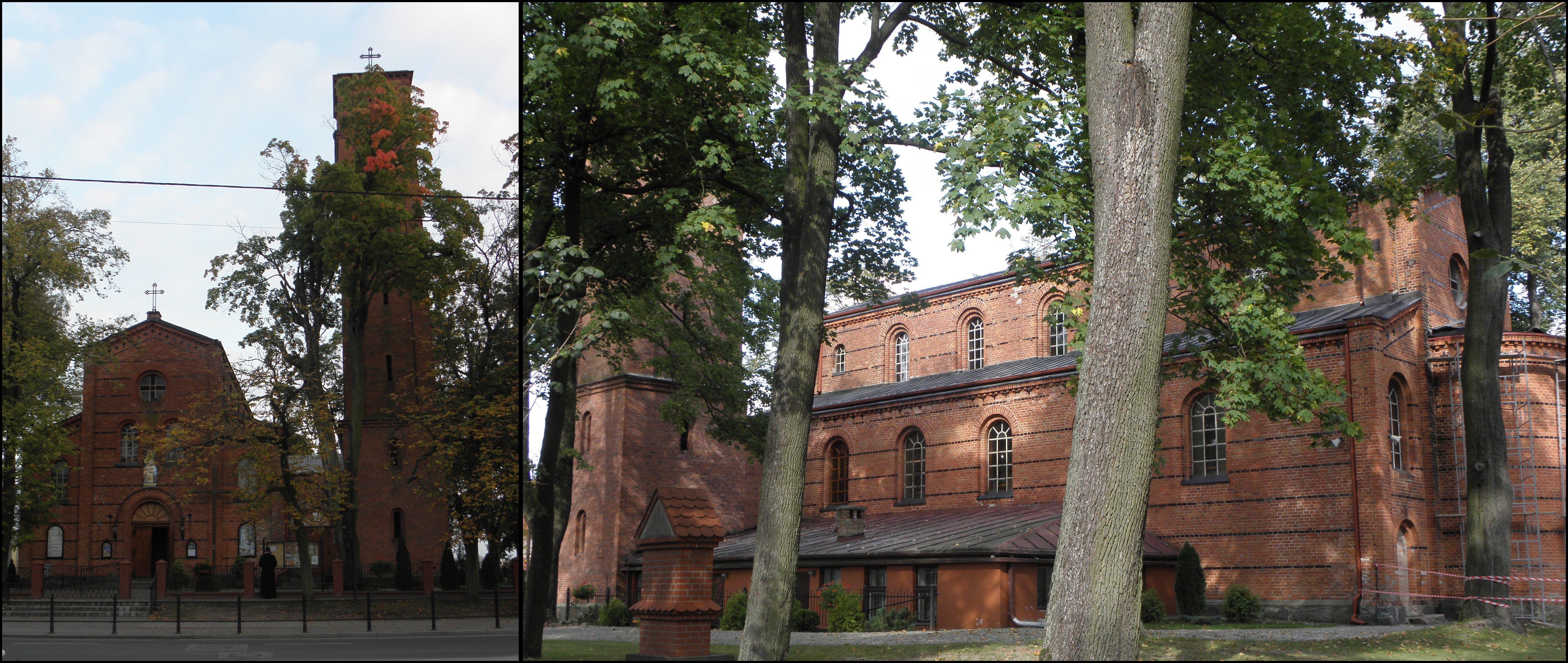
Лютеранская церковь